# روبرت دینسن
روبرت دینسن (انگلیسی: Robert Dinesen؛ ۲۳ اکتبر ۱۸۷۴ – ۸ مارس ۱۹۷۲) یک هنرپیشه و کارگردان فیلم اهل دانمارک بود. 
از فیلم‌ها یا برنامه‌های تلویزیونی که وی در آن نقش داشته است می‌توان به ورطه اشاره کرد.